# Kota (Rajasthan)
Kota (o Kotah) è una suddivisione dell'India, classificata come municipal corporation, di 695.899 abitanti, capoluogo del distretto di Kota e della divisione di Kota, nello stato federato del Rajasthan. In base al numero di abitanti la città rientra nella classe I (da 100.000 persone in su).

## Geografia fisica
La città è situata a 25° 10' 60 N e 75° 49' 60 E e ha un'altitudine di 270 m s.l.m..

## Società

### Evoluzione demografica
Al censimento del 2001 la popolazione di Kota assommava a 695.899 persone, delle quali 369.897 maschi e 326.002 femmine. I bambini di età inferiore o uguale ai sei anni assommavano a 92.534, dei quali 48.849 maschi e 43.685 femmine. Infine, coloro che erano in grado di saper almeno leggere e scrivere erano 490.445, dei quali 287.384 maschi e 203.061 femmine.